# Veľké Držkovce
Veľké Držkovce (in ungherese: Nagydraskóc) è un comune della Slovacchia facente parte del distretto di Bánovce nad Bebravou, nella regione di Trenčín.